# 库尔库里斯
库尔库里斯（義大利語：Curcuris），是意大利奥里斯塔诺省的一个市镇。总面积8.08平方公里，人口321人，人口密度39.7人/平方公里（2009年）。ISTAT代码为095077。